# Budynek dawnej łaźni miejskiej we Wrocławiu
Budynek dawnej łaźni miejskiej we Wrocławiu przy ul. Teatralnej (dawniej: Łaźnia Miejska oraz Miejskie Zakłady Kąpielowe we Wrocławiu) – kompleks budynków i obiektów wyposażonych w baseny pływackie i łaźnie oraz inne urządzenia do hydroterapii i balneologii. Został wybudowany pod koniec XIX wieku według projektu architekta Wilhelma Werdelmanna, profesora Szkoły Rzemiosł Artystycznych w Barmen (dziś część Wuppertalu).

## Historia i architektura budynku
W 1894 prezes Wrocławskiego Towarzystwa Pływackiego G. Kallenbach i miejski radca sanitarny dr Eugen Kabierske powołali Breslauer Hallenschwimmbad AG (Wrocławska Kryta Łaźnia SA), mającą na celu zdobycie środków na wybudowanie w mieście krytej pływalni umożliwiającej całoroczne korzystanie z wodnych zabiegów leczniczych i sanitarnych. Udziałowcami Towarzystwa byli, m.in.: wrocławski wydawca Heinrich von Korn, miejski konserwator zabytków Hans Lutsch, chirurg Jan Mikulicz-Radecki i miejski radca budowlany Richard Plüddemann. Nowy obiekt powstać miał w kwartale ulic ograniczonych dzisiejszymi ulicami Teatralną (Zwingerstraße) od południa, Menniczą (Kleine Groschengasse) od północy i nieistniejącą dziś Strażacką (Wehnergasse) od wschodu w miejscu, gdzie wcześniej znajdowała się łaźnia publiczna Jäkela. Rozpisany konkurs na projekt architektoniczny rozstrzygnięto – spośród 44 nadesłanych prac – w maju 1895; we wrześniu tego samego roku rozpoczęto prace budowlane, które zakończono po niespełna dwóch latach, uroczyście otwierając 14 czerwca 1897 budynek (dziś znajduje się on w południowo-zachodniej części współczesnego kompleksu) zawierający oprócz pływalni (jest to dzisiejszy basen nr 1) łaźnię parową, oddział wanien higieniczno-leczniczych, restaurację oraz pomieszczenia gospodarcze i pomocnicze.
Dziesięć lat później, 1 marca 1907, przystąpiono do rozbudowy obiektu. Powstał wówczas, otwarty uroczyście w obecności Charlotty, księżnej Saksonii-Meiningen 19 października 1908, drugi basen pływacki przeznaczony dla kobiet, znajdujący się w południowo-wschodniej części współczesnego kompleksu, oraz charakterystyczna wieża wodna; do czasu zakończenia, 1 kwietnia 1909, tego etapu rozbudowy, zmodernizowano też i rozbudowano oddział łaźni tureckich oraz pomieszczenia techniczno-gospodarcze (filtry, pralnię, maszynownię).
Następna faza rozbudowy nastąpiła w latach 1925–1927. Dodane wówczas dwa piętra mieszczą dziś oddział kąpieli wannowych, solarium i bufet. Projekt tej przebudowy wykonał architekt Herbert Eras. W 1928 basen pływacki nr 1 dostosowano do rozgrywania zawodów sportowych (ma on 25 metrów długości, głębokość od 1,15 do 2,95 m i mieści 5 torów). W roku 1953 Marek Petrusewicz ustanowił tu z czasem 1:10,9 rekord świata w pływaniu w stylu klasycznym na „krótkim basenie” na dystansie 100 metrów.
W latach 1929–1930 dobudowano pływalnię przeznaczoną dla młodzieży z dwoma kolejnymi basenami (jeden dla dziewcząt, drugi dla chłopców), umieszczonymi na dwóch kondygnacjach.
Podczas oblężenia Festung Breslau obiekty Łaźni Miejskiej uległy uszkodzeniom na tyle umiarkowanym, że już latem 1945 można było rozpocząć w nich działalność. Podczas remontu w latach 1960–1962 zniszczona została znaczna część wystroju architektonicznego pomieszczeń. W roku 1976 wyłączono z użytkowania basen nr 4 (w jego niecce zainstalowano filtry). W 1977 cały obiekt wpisany został do krajowego rejestru zabytków.